# Peperomia yojoana
Peperomia yojoana är en pepparväxtart som beskrevs av William Trelease. Peperomia yojoana ingår i släktet peperomior, och familjen pepparväxter. Inga underarter finns listade i Catalogue of Life.